# Bradysia ericia
Bradysia ericia är en tvåvingeart som först beskrevs av Franklin William Pettey 1918.  Bradysia ericia ingår i släktet Bradysia och familjen sorgmyggor. Inga underarter finns listade i Catalogue of Life.